# Howells (warenhuis)
Howells was een groot warenhuis aan St Mary Street in Cardiff, Wales. Het bedrijf werd in 1865 opgericht door James Howell en werd in 1972 overgenomen door de warenhuisgroep House of Fraser. In 2010 werd het warenhuis omgedoopt tot House of Fraser.

## Geschiedenis
James Howell, zoon van een boer uit het graafschap Pembrokeshire in Wales, opende de winkel op 21 oktober 1865 in The Hayes in Cardiff, in een gebouw genaamd Stuart Hall. In augustus 1867 verhuisde de textielwinkel naar St Mary Street. In 1892 was de winkel gegroeid en strekte hij zich uit van Trinity Street in het oosten tot St Mary Street in het westen. 
Het eerste deel van de huidige winkel werd eind 19e eeuw gebouwd en heeft een sierlijke gevel aan St Mary Street. In de jaren 1920 werd een grote neoklassieke uitbreiding gebouwd op de hoek van St Mary Street en Heol-y-Cawl. Bij de realisatie van deze uitbreiding werd de Bethany-kapel uit 1865 opgenomen in het pand. De voorgevel van de kapel is anno 2023 nog steeds zichtbaar in de gevel van het voormalige warenhuisgebouw.
Howells Department Store was een familiebedrijf, dat eigendom was van de familie Howell. Na de dood van oprichter James Howell in 1909 richtten zijn elf kinderen een besloten vennootschap, James Howell & Co Ltd. op. In de jaren 1930, 1950 en 1960 werd het warenhuis verder uitgebreid in een laat-Victoriaanse stijl tot het modernisme van de jaren 1960.
Het imperium van Howell strekte zich uit over Wharton Street met een autoshowroom, verbonden door een brug en aan de zijde van St Mary Street werd een uitvaartcentrum opgericht door de familie. Beide bedrijven waren van korte duur; de autoshowroom werd gekocht door rivaal David Morgan, die zijn winkel uitbreidde, en het pand van het uitvaartcentrum werd onderdeel van het warenhuis.
In 1963 werd het bedrijf voor £ 3 miljoen overgenomen door de Welshe bankier Sir Julian Hodge van een onderneming uit Bournemouth. Daarna werd de winkel grondig verbouwd en in april 1972 werd Howells verkocht aan House of Fraser voor een bedrag van £ 5 miljoen. In de tijd dat House of Fraser eigendom was van de Harrods-groep van Mohamed Al-Fayed, ontstond er controverse door de verkoop van dierenbont. Eind jaren tachtig werd Howells met benzine gebombardeerd door activisten, net als Harrods en het warenhuis in Plymouth. Naar aanleiding van de protesten wijzigde het bedrijf het inkoopbeleid door geen bontproducten meer in zijn kleding te gebruiken.  
De winkel bleef, als het op een na grootste warenhuis van Wales, een belangrijke bestemming voor het winkelend publiek. Na de ondergang van concurrent David Morgan in januari 2005 nam dit nog verder toe. De winkel had ca. 14.000 m² verkoopruimte en was daarmee een van de grootste warenhuizen van House of Fraser. Eind 2009 werd er een miljoenen ponden kostende renovatie uitgevoerd om het warenhuis op het niveau te brengen van het in buurt geopende nieuwe John Lewis-warenhuis. Het warenhuis zelf werd omgedoopt van Howells in House of Fraser. Vanwege de monumentenstatus van het pand bleef de aanduiding 'James Howell & Co' op het pand intact. 
Op 7 juni 2018 werd aangekondigd dat de winkel samen met 30 andere House of Fraser-winkels zou sluiten. Op 27 september 2018 verklaarde de huisbaas Naissance Capital Real Estate echter dat ze samenwerkten met het House of Fraser om het warenhuis open te houden. Het gebouw, dat geclassificeerd is als een Grade II-monument,  werd in januari 2022 gekocht door de Thackeray Group om het te herontwikkelen tot een complex voor gemengd gebruik. Het warenhuis sloot 26 maart 2023 definitief zijn deuren.  